# Eisfeld

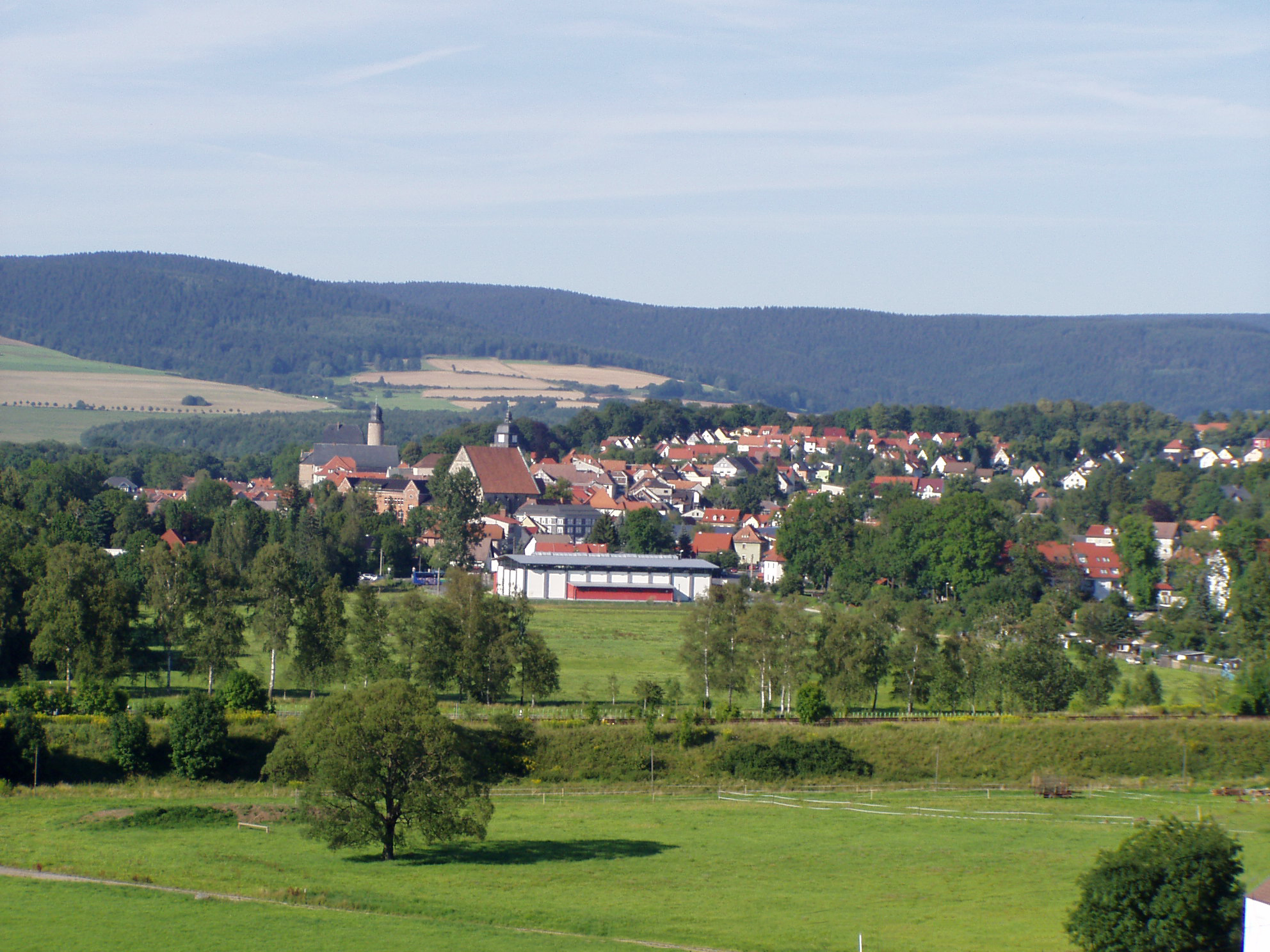

Eisfeld är en stad i Landkreis Hildburghausen i förbundslandet Thüringen i Tyskland.